# Imposta

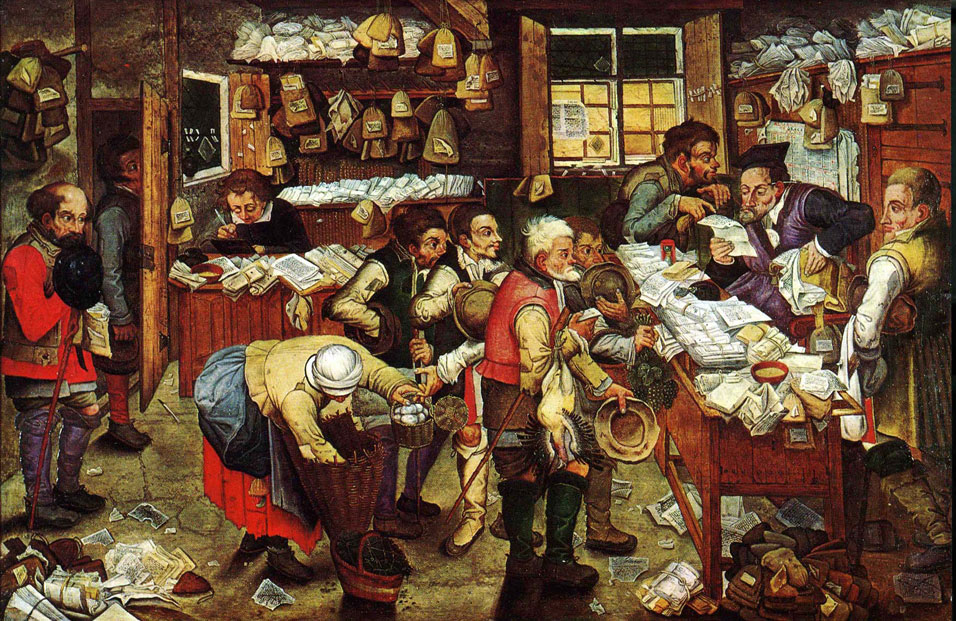
Pieter Brueghel il Giovane, Il pagamento delle tasse (l'esattore), olio su tavola, ca. 1620-1640.

L'imposta è un tributo, consistente in un prelievo coattivo di ricchezza dal contribuente volto a finanziare i servizi pubblici generali e a ridurre la liquidità monetaria nel sistema economico del paese in cui queste vengono disposte.

## Descrizione

### Caratteri e funzioni
L'imposta è un prelievo coattivo di ricchezza che, sul piano della scienza delle finanze, si caratterizza per essere espressione del potere d'imperio attribuito allo Stato, il quale per regolare la quantità di denaro in circolazione ne preleva una quantità variabile, ad ogni cittadino (in maniera proporzionale al proprio reddito), in maniera da mantenere la corretta quantità di moneta in circolazione in funzione della capacità produttiva dello stato stesso. Lo stato fornisce moneta ai propri cittadini con i pubblici servizi indivisibili (come ad esempio la difesa, la ricerca, oppure la costruzione delle strade) e ne preleva una quantità variabile con le imposte.
Si distingue dalla tassa in quanto essa è il corrispettivo per un pubblico servizio richiesto in forma individuale.

### Elementi
L'imposta si basa sui seguenti elementi costitutivi:
- il presupposto, ovvero la situazione il cui verificarsi fa sorgere in automatico l'obbligazione tributaria. Ad esempio, il solo possesso di redditi assoggetta all'IRPEF;
- il soggetto attivo, ovvero chi impone il tributo. Nella maggioranza dei casi è lo Stato o un altro ente pubblico;
- il soggetto passivo è chi deve pagare il tributo;
- la base imponibile è l'importo, espresso in denaro (imposta ad valorem) o in termini fisici (imposta specifica), su cui viene calcolata l'imposta. Ad esempio, l'ammontare del reddito;
- l'aliquota è la percentuale applicata alla base imponibile per determinare l'imposta;
- la fonte è la risorsa alla quale il contribuente attinge per pagare l'imposta, come il reddito o il patrimonio.

### Ripartizione delle imposte in Italia
Il bilancio dello Stato del 2012 riporta, per l'anno 2011, entrate tributarie per 396.641M EUR, divise in 214.201M di imposte dirette e 182.440M di imposte indirette. Le altre entrate (35999M) sono meno del 10% del totale (432.640M).

Se ne deduce che, nel 2011, le imposte indirette costituivano il 46% delle entrate tributarie, cioè il 42% delle entrate totali dello Stato. Dato che le imposte indirette tassano la popolazione generale e sono ripartite fra circa 60 milioni di italiani, in media ogni cittadino ha contribuito alle casse dello Stato per circa 3000 EUR, indipendentemente dall'età o dal lavoro svolto, escluse le tasse sul reddito.
In maniera ancora più grossolana, le imposte dirette sono state frutto del lavoro di circa 23 milioni di italiani (occupati 2011, ISTAT), che avrebbero contribuito in media per oltre 9000 EUR a testa alle casse dello Stato.

## Classificazione
Ogni imposta si classifica in quattro modalità. Quanto:
1. al soggetto, la persona fisica o persona giuridica obbligata a pagarla. Si classificano in: imposte dirette o indirette,
2. all'oggetto. Si classificano in imposte reali e personali. Le imposte reali colpiscono senza tenere conto delle condizioni personali del suo possessore (stato di famiglia, indicatore ISEE, oneri, passività).
3. al modo di pagamento: imposte in moneta, o imposte in natura (in disuso).
4. metodo di riscossione: imposte di contingente e imposte di quotità. Lo Stato centrale decide il gettito complessivo di imposta in base al fabbisogno e costo standard. Le regioni si accordano sulla quota di carico di ciascuna, in base alla popolazione residente, alla redditività del patrimonio (es. la superficie coltivabile e la produttività del terreno, la superficie edificabile e i prezzi di affitto e vendita nel mercato immobiliare). Gli enti locali si accordano tra loro e con la regione, e infine i comuni ripartiscono l'imposta fra i propri contribuenti.

Invece, nelle imposte di quotità, si calcola individualmente il reddito imponibile, e si applica un saggio di imposta costante.

### Imposte dirette e indirette
Si tratta della principale classificazione delle imposte. Sono dirette quelle che gravano sulle manifestazioni più evidenti della capacità contributiva, come il reddito o il patrimonio; sono indirette le imposte che colpiscono le manifestazioni meno evidenti della capacità contributiva ovvero consumi, trasferimenti, scambi.

#### Confronto tra imposte dirette e indirette
Sul piano dell'equità sono preferibili le imposte dirette che, commisurandosi alla ricchezza posseduta, si adeguano meglio alla capacità contributiva del soggetto. Come fonte di entrata, le imposte dirette risultano più reattive alla crescita economica, in quanto il loro gettito aumenta quando un maggiore benessere fa incrementare i redditi della popolazione.
Le imposte indirette, invece, tendono ad incontrare meno resistenza al pagamento da parte del contribuente. Le imposte dirette hanno un maggior effetto ridistributivo del reddito, assicurano una continuità del gettito e sono economiche da riscuotere; tuttavia esse stimolano l'evasione fiscale, sono rigide e il contribuente le sente in modo marcato, soprattutto sul lato psicologico. Le imposte indirette, invece, sono elastiche, divisibili e, essendo incluse nel prezzo dei beni acquistati, sono meno sentite dai contribuenti.
È oggetto di dibattito adottare il contrasto di interessi senza IVA, che potrebbe essere sufficiente a stimolare la crescita economica e contrastare l'evasione fiscale. Le imposte dirette sono più difficilmente traslabili, ovvero rimangono a carico di chi è obbligato a pagarle; quindi non provocano una variazione dei prezzi dei prodotti o dei fattori, ovvero non vi è divario fra prezzi netti per il produttore e prezzi pagati dal consumatore. Le imposte indirette sui consumi invece si trasferiscono da chi è tenuto a pagarle ad altri soggetti. Tali imposte possono portare ad un divario tra prezzi netti per il produttore e prezzi pagati dal consumatore.
Mentre la tassazione sul reddito generalmente garantisce una omogeneità tra oggetto e fonte (l'imposta viene pagata versando una parte del reddito ricevuto), la tassazione sul patrimonio comporta invece una stridente disomogeneità tra oggetto (il patrimonio) e fonte (che in buona parte dei casi è il reddito). Conseguenza può essere un particolare gravame nei confronti del contribuente qualora il reddito non sia tale da coprire gli oneri derivanti dalla tassazione del patrimonio.

#### In Italia
| Principali imposte dirette | Principali imposte indirette |
| --- | --- |
| - Imposta sul reddito delle persone fisiche (IRPEF) - Imposta sul reddito delle società (IRES) - Imposta regionale sulle attività produttive (IRAP) - Imposta sostitutiva sui redditi da capitale (ISOS) - Imposta municipale propria (IMU) | - Imposta di registro - Accisa - Imposta ipotecaria - Imposta catastale - Imposta di bollo - Imposta sulle pubblicità - Imposta sulle successioni e donazioni - Imposta sulle assicurazioni - Imposta sul valore aggiunto (IVA) - Imposta sul consumo e di fabbricazione - Imposta sugli intrattenimenti |

### Imposte generali e speciali
L'imposta è generale quando colpisce uniformemente un certo tipo di operazioni in qualunque settore economico; è speciale quando si riferisce ad un solo settore dell'economia oppure ad un solo piccolo gruppo di manifestazioni della capacità contributiva.

### Imposte fisse, proporzionali, progressive, regressive
L'imposta è:
- fissa quando il suo ammontare non varia al variare del reddito o delle caratteristiche del soggetto;
- proporzionale quando l'aliquota è costante, ovvero l'imposta è direttamente proporzionale all'imponibile;
- regressiva quando, all'aumentare dell'imponibile, l'aliquota decresce (ovvero l'imposta aumenta in misura meno che proporzionale rispetto all'imponibile);
- progressiva quando, all'aumentare dell'imponibile, l'aliquota aumenta (ovvero l'imposta aumenta in misura più che proporzionale rispetto all'imponibile). L'IRPEF, ad esempio, appartiene a quest'ultima categoria.

La progressività è una caratteristica dell'ordinamento tributario italiano; l'art. 53 della Costituzione dispone in tal senso: "Tutti sono tenuti a concorrere alle spese pubbliche in ragione della loro capacità contributiva. Il sistema tributario è informato a criteri di progressività". Da un punto di vista teorico-politico, l'utilità della progressività dell'imposta è dibattuta:
- i fautori di essa sostengono che, in tal modo, il prelievo tributario ha funzione di redistribuzione della ricchezza prodotta, contribuendo, con spirito solidaristico, al benessere della collettività.
- i suoi detrattori evidenziano che il drenaggio di ricchezza dal produttore del reddito allo Stato, quando si supera la soglia sostenibile, deprime gli investimenti ed i consumi privati, con chiare influenze negative su tutto il sistema economico.[1]

#### Tecniche per l'attuazione della progressività
Esistono quattro tipi di progressività: continua, per classi, per scaglioni, per deduzione e detrazione. 
- progressività continua: si ha quando l'aliquota varia in maniera continua al variare della base imponibile (ovvero l'aliquota è una funzione matematica). Un esempio è rappresentato dalla ormai soppressa imposta complementare progressiva sul reddito, che fino al 1973 era calcolata con la formula y = 0,023025Vx - 0,0000472x + 0,00874 per i redditi fino a cinque milioni di lire;
- progressività per classi: si ha quando la base imponibile viene suddivisa in "fasce", dette classi. In base alla fascia di imponibile viene applicata una diversa aliquota, a tutto l'importo;
- progressività per scaglioni: si ha quando la base imponibile viene suddivisa in "fasce", dette scaglioni, ad ognuno dei quali è associata una aliquota. L'aliquota superiore si applica solo alla parte che eccede lo scaglione inferiore;
- progressività per deduzione o detrazione: si ha quando è possibile ridurre la base imponibile prima di calcolare l'imposta (deduzione) oppure diminuire l'imposta una volta calcolata (detrazione).

Differenza tra progressività per classi o per scaglioni
| Fasce di reddito (in euro) | Aliquote |
| -------------------------- | -------- |
| da 0 fino a 10.000         | 10%      |
| da 10.001 fino a 20.000    | 20%      |
| ecc.                       | ecc.     |

Un reddito pari a 15.000 euro sarà così assoggettato ad imposta:
- Nella progressione per classi appartiene alla seconda fascia e dunque è interamente colpito dall'aliquota 20%. 15.000 x 20 / 100 = 3.000 euro
- Nella progressione per scaglioni invece i primi diecimila euro saranno tassati al 10% e l'eccedenza di cinquemila con l'aliquota della seconda fascia. 10.000 x 10 / 100 + 5.000 x 20 / 100 = 2.000 euro.

### Imposte personali e reali
Le imposte possono anche dividersi in:
- personali, quando l'elemento fondamentale considerato è la persona (es. il reddito di una persona, il patrimonio di una persona). Tipica imposta personale è l'IRPEF;
- reali (dal latino res = cosa), se l'elemento considerato è solamente il bene in sé e per sé (prescindendo da chi ne sia il proprietario) Esempio è l'IVA che viene applicata indistintamente su ogni acquisto effettuato.

#### No tax area
La no tax area è un sistema per aumentare l'effetto di progressività delle imposte sul reddito. Si stabilisce di non applicare le imposte sino ad un certo livello di reddito, in modo da esentare i soggetti con redditi molto bassi.
Può essere sia una manovra di sostegno sociale sia un possibile strumento di politica economica per incrementare il PIL. Infatti, coloro che hanno un reddito basso tenderanno in proporzione a spendere di più di chi l'ha alto (teoria della propensione al consumo) e dunque in tal modo è possibile accendere una spirale virtuosa per effetto delle maggiori spese dei ceti più poveri.
La no tax area viene normalmente adottata quando non vi sia già un sistema di sovvenzioni o rimborsi per i titolari di redditi bassi ed il regime fiscale preveda solo un numero limitato di spese detraibili, perché in caso di un numero elevato di detrazioni possibili si ottiene comunque un effetto di tassazione limitata o nulla per i redditi inferiori.
Non viene adottata, al contrario, quando, per esempio, in fase di espansione economica si preferisce alzare il livello della tassazione, oppure, in presenza di vincoli di bilancio, quando si preferisce favorire determinate fasce sociali (chi ha famiglia o chi è in affitto o chi sostiene molte spese mediche...) adottando delle detrazioni specifiche, che abbattono comunque la tassazione nelle tipologie di soggetti agevolate.
In Italia la no tax area è stata introdotta nel 2002 con la Legge n. 289 del 2002 ed era inizialmente una detrazione basata su una formula matematica e con il tempo si è parzialmente modificata introducendo una serie di detrazioni per lavoro dipendente e di lavoro autonomo: oggi è disciplinata dal TUIR agli artt. 11 e 13 e riguarda in particolare i redditi da lavoro dipendente al di sotto di circa 8100€ e quelli da lavoro autonomo al di sotto dei 4000€.

### Imposte monofase e plurifase
Le imposte monofase si applicano in una sola fase del processo produttivo; le plurifase possono colpire il bene più volte durante la sua vita.

## Effetti

### Elusione ed evasione fiscale
In Italia negli ultimi anni tutti i Governi succedutisi hanno introdotto misure contro l'evasione fiscale.
In particolare si è provveduto a introdurre:
1. Strumenti di accertamento che prescindono dalle risultanze contabili (Studi di Settore, parametri presuntivi, cosiddetto "redditometro");
2. Divieto di utilizzo del contante per importi pari o superiori a una certa soglia (attualmente 3.000,00 euro[9]);
3. Diritto di accesso semplificato da parte del fisco ai movimenti bancari (articolo 51, secondo comma, numero 7), del Decreto del Presidente della Repubblica del 26 ottobre 1972 n. 633, articolo 32, primo comma, numero 7), del Decreto del Presidente della Repubblica del 29 settembre 1973 n. 600).

Nella stessa ottica è stata introdotta una norma (art. 29 del decreto legge 31 maggio 2010, n. 78, cosiddetto “Manovra correttiva 2010”, convertito dalla legge 30 luglio 2010 n. 122) che facilita l'incasso da parte del fisco delle somme contestate come evasione anche se i contribuenti hanno impugnato gli atti davanti alle Commissioni Tributarie. Tale nuova norma comporta, in caso di impugantiva da parte del Contribuente, il pagamento entro 60 giorni dalla notifica dell'avviso di accertamento della somma corrispondente al 50% delle maggiori imposte accertate.
L'Agente della riscossione (normalmente Equitalia), passati ulteriori 30 giorni, potrà procedere con l'esecuzione forzata e l'espropriazione dei beni del debitore senza dover notificare nessun atto.
Conseguentemente il contribuente decorsi al massimo 90 giorni potrà essere assoggettato a procedura esecutiva (iscrizione di ipoteca, pignoramento, fermo amministrativo dei veicoli ecc.) senza alcuna comunicazione.
In Italia l'evasione fiscale è considerata reato (decreto legislativo 10 marzo 2000, n. 74), ed è quindi penalmente rilevante, in alcuni casi specifici i più comuni dei quali si verificano:
1. Quando viene omesso il versamento di somme superiori a 50.000 euro (per ogni anno e per ciascuna imposta);
2. Quando vengono usati documenti contraffatti (tipicamente fatture false o relative a operazioni inesistenti).

## Aspetti giuridici

### Principi giuridici
L'imposta è per sua natura:
- universale: tutti coloro che traggono dei benefici dai servizi indivisibili dello Stato, sono tenuti al pagamento dell'imposta, con un regime di esenzioni temporanee, e di esenzione permanenti come l'estensione dei redditi minimi.
- eguale nel carico tributario: il principio economico dell'utilità marginale decrescente della ricchezza, spiega che a parità di gettito il prelievo non ha lo stesso impatto nella vita dei contribuenti: chiedere un contributo aggiuntivo di 100 euro a chi ha un reddito vicino alla soglia di povertà, è diverso dal chiederlo a chi ha un reddito tre, dieci o cento volte maggiore.

Secondo la teoria dello scambio i tributi che si pagano agli enti pubblici sono il corrispettivo dei servizi che questi prestano alla collettività dei cittadini (non singolarmente). Lo Stato calcola il gettito in base alla domanda reale di servizi, e le imposte ne risultano come prezzi politici e orientati al costo più efficiente possibile di un servizio erogato ai cittadini. 

La progressività della tassazione è giustificata dalla teoria del sacrificio uguale, per cui l'eguaglianza tributaria non si consegue se non facendo pagare a ciascun contribuente una somma tale di denaro che rappresenti per ognuno lo stesso grado di pena. 

La capacità contributiva era già negli anni '80 la teoria più accreditata e diffusa, anche nella Costituzione italiana, secondo cui la capacità contributiva dei singoli a pagare doveva essere stimata da indicatori misurabili come il reddito o il patrimonio.

### Principi costituzionali dell'imposta
Questi principi amministrativi trovano corrispondenza nei principi costituzionali di eguaglianza, certezza del diritto, buon andamento e imparzialità della pubblica amministrazione.

Il credito fiscale determinato in questo modo ha i caratteri di credito certo, liquido ed esigibile, che nel diritto privato italiano sono il presupposto per chiedere e ottenere dal giudice un decreto ingiuntivo per il recupero coattivo delle somme dovute.
A questi principi, si aggiunge il principio storico anglo-americano del no taxation without representation: tasse e imposte devono essere approvata dai rappresentanti eletti dal popolo. Deve essere finalizzata ad un servizio, a pagare e rendere possibile un servizio indivisibile fruito dai cittadini, ma non necessariamente da ogni singolo contribuente; l'evasione di contro ammette come possibile sanzione la parziale limitazione o esclusione da quei servizi che con la tassa o imposta evasi dovevano essere finanziati.

Il principio di sussidiarietà (e il ruolo dello Stato) impongono l'effettività della tutela delle parti deboli e la garanzia dei loro diritti costituzionali: per questo motivo, il cittadino è chiamato a pagare anche per gli altri, per servizi che lui non fruisce, ma che sono basilari e insostituibili per altre persone che diversamente non vi potrebbero accedere (scuola, sanità, pensioni, assistenza, assicurazioni). Ciò vale anche per i diritti delle minoranze etniche, linguistiche, ecc. che resterebbero escluse da una tassazione decisa secondo il principio la maggioranza vince.

### Principi amministrativi dell'imposta
I principi amministrativi dell'imposta sono riassunti nelle quattro massime del liberalista Adam Smith:
1. I sudditi di uno Stato devono contribuire al mantenimento del Governo in proporzione al loro reddito.
2. L'imposta che ogni individuo è tenuto a pagare deve essere certa e non arbitraria. L'epoca, il modo del pagamento e la somma devono essere chiare e precise per i contribuenti,
3. Ogni imposta deve essere comoda: cioè riscossa nel momento e nel modo ritenuti più convenienti per il contribuente.
4. Ogni imposta deve essere economica: stabilita in maniera tale da far uscire dalle tasche dei contribuenti la minor somma possibile in eccedenza a quella che entra nelle casse dello Stato.[3]

In altre parole, dovrebbe essere cost-effective sia per il singolo contribuente che per lo Stato: le spese complessive di tempo, spostamenti, consulenze, e pratiche burocratiche a carico del contribuente dovrebbero costare meno della tassa o imposta versata al fisco. In modo simile, la struttura di gestione (dal calcolo all'incasso), e quella di accertamento dell'evasione e di riscossione coattiva dovrebbero costare meno dell'entrata fiscale, o dell'imponibile evaso recuperato.